# Ruta D-251
La ruta D-251 es una ruta regional primaria que se encuentra en el norte Chico de Chile en  La Serena. En su recorrido de 4,8 km, une la Ruta D-401 con el sector de Ceres y también con el  Aeropuerto La Florida y la Ruta 41-CH.
El rol asignado a esta ruta regional fue ratificado por la tuición MOP DS N.º 656 del año 2004.

## Recorrido

### Región de Coquimbo
Recorrido: 4,8 km (km 0 a 5).
- Provincia de Elqui: Ruta D-401 (km 0) Ruta 41-CH(km 5).